# América Managua
América Managua Fútbol Club o América F. C. es un equipo de fútbol de Nicaragua que juega en la Segunda División de Nicaragua, la segunda liga de fútbol más importante del país.

## Historia
Fue fundado en la capital Managua, siendo uno de los mejores equipos del país, estuvo alguna vez al borde de la desaparición por bancarrota, pero se ha mantenido. Fue fundado hacia 1972 entre otros por Arturo Angarita Nicaragüense que vivió en Colombia y fue parte del América de Cali (jugó en el equipo durante el año 1931) y posteriormente viajó de regreso a su país natal, donde se hizo dirigente deportivo y como homenaje a los "diablos rojos" de Cali, fundó en 1970 el equipo de fútbol América de Managua, que también se denomina como «Los Diablos Rojos», América fue primero ascendido a la máxima categoría en 1973, descendido en 1982, ascendido de nuevo en 1984, siendo campeones en la temporada 1985 logro que solo los diablos rojos han alcanzado en la historia del balompié nicaragüense, Fue Segundo en 1987, nuevamente campeón en 1988 y por última vez en 1990.
Después de esa última corona el club decayó y a mediados de la década del 90 estaba de nuevo en el difícil circuito de ascenso, En la temporada 2002-03 se disputaba en la Tercera División. sin embargo, tras lograr promocionar a Segunda en la campaña 2003-04 araño el ascenso al caer en la final con Atlético Estelí. 2004-05 fue el mejor año del club llegando a la final de Copa y ganando la Final del ascenso a Scorpion.
En su regreso a primera logró ubicarse 6° en el Apertura e igual posición en el Clausura, clasificó a las semifinales del clausura y después de la destacad campaña remato 5° en el cómputo general del torneo. La temporada 2006-07 remato último del Apertura y 4° en Clausura salvándose de descender, suerte que no repetiría en 2007-08 cuando pierde las Eliminatorias de descenso.
En 2009-10 Gana el Torneo Clausura de Segunda División, pero cae en la disputa del ascenso y también en Playoff de promoción sin embargo, obtiene boleto a primera por el no registro del VCP Chinandega para la temporada 2010/11. Descendió en la Temporada 2010-11 al ubicarse en la última posición entre 8 equipos.

## Participación en competiciones de la Concacaf
- Copa de Campeones de la Concacaf: 2 apariciones

1989 - Primera ronda
1991 - Primera ronda

## Palmarés

### Títulos nacionales (7)
| Competiciones nacionales            | Títulos                      | Subcampeonatos |
| ----------------------------------- | ---------------------------- | -------------- |
| Primera División de Nicaragua (3/0) | 1985, 1988, 1990             |                |
| Segunda División de Nicaragua (4/0) | 1973, 1984, 2004-05, CL-2010 |                |